# Angizia
Angizia est un groupe de metal avant-gardiste autrichien, originaire de Vienne. Il est formé en 1994 par Michael Haas (alias Engelke). Le groupe s'entoure pour chaque albums de nombreux musiciens et chanteurs, en plus des membres permanents.

## Biographie
Angizia est formé en 1994 par Michael Haas (alias Engelke). Après avoir travaillé pendant quelque temps seul, Engelke, qui n'a alors que 18 ans, sort en mars 1995 une première démo, intitulée Nordheim, entouré de Cedric Müller (alias Szinonem), pianiste au conservatoire de Vienne, et Emmerich Haimer à la guitare. Elle ne sera jamais distribuée, mais son concept se retrouvera dans les productions futures du groupe. Une deuxième démo, Kissarna, suivra la même année, puis un split CD en 1996, Heidebilder, avec le groupe de black metal autrichien Amestigon (sur le label Napalm Records).
Le groupe publie son premier album studio, Die Kemenaten scharlachroter Lichter, en 1997. Après Die Kemenaten scharlachroter Lichter, sortent trois albums — Das Tagebuch der Hanna Anikin, Das Schachbrett des Trommelbuben Zacharias, et 39 Jahre Für den Leierkastenmann — qui forment ce qui est surnommé la « trilogie russe »,, du fait des thèmes des chansons, qui ont trait à la Russie. Ainsi, le quatrième album 39 Jahre für den Leierkastenmann parle de la vie de quatre musiciens juifs russes de 1900 à 1939.
En 2013 sort leur nouvel album Des Winters finsterer Gesell, au label Medium Theater. L'album conte la sombre histoire de Der Finsterer Gesell, un misanthrope qui va de maison en maison pour tuer des habitants.

## Style musical
Le style musical d'Angizia est déjà bien défini à partir de 1996, puisant son inspiration dans la musique baroque ou classique et dans le doom ou le black metal. Il mélange des voix féminines avec des vocaux masculins criés, un peu à la manière du metal gothique. Le piano est très présent dans les compositions, accompagné de violons, de flûtes ou d'instruments plus « exotiques » pour un groupe de heavy metal, comme l'accordéon, le tuba ou le trombone. Le groupe réussit à créer un style très particulier et donc assez difficile à définir.

## Membres

### Membres actuels
- Nadja Milfait - violoncelle
- David Six - piano
- Martina Engel - violon
- Aliosha Biz - violon
- Emmerich Haimer - guitare (depuis 1994)
- Engelke - chant (depuis 1994)
- Irene Denner - chant (depuis 1997)
- Jochen Stock - chant, basse, guitare acoustique  (depuis 1998)
- Alex Dostal - batterie (depuis 2000)
- Ramer Guggenberger - chant, basse (depuis 2000)
- Krzysztof Dobrek - accordéon (depuis 2000)
- Harald Hauser - basse (depuis 2001)
- Bernhard Seibt - clarinette (depuis 2001)

### Anciens membres
- Florian Oberlechner - accordéon
- Claus Nedoschil - basse
- Juergen Prokesch - basse, guitare (1995-1999)
- H. Agricola - basse, guitare
- Sophie Müller - violoncelle
- Anne Zeta-Petersson - violoncelle
- Moritz Neuner - batterie
- Sabine Kastner - flute
- Markus Fröhlich - guitare acoustique
- Gerhard Dungl - batterie
- Henning - percussions
- Julian Schönberg - piano
- Barbara Rektenwald - piano
- Bernhard Dietrich - trombone
- Rudi Gratzl - chant
- Friedrich Rieder - chant (tenor)
- Mario Kraus - chant (ténor)
- Szinonem - piano (1994-1997)
- Christof Niederwieser - chant (1997-1999)
- Roland Bentz - violon (1998-?)
- Mario Nentwich - piano (2000-?)

## Discographie

### Albums studio
- 1997 : Die Kemenaten scharlachroter Lichter
- 1997 : Das Tagebuch der Hanna Anikin
- 1999 : Das Schachbrett des Trommelbuben Zacharias
- 2001 : 39 Jahre Für den Leierkastenmann
- 2004 : Ein Toter fährt gern Ringelspiel
- 2011 : Kokon. Ein Schaurig-Schönes Schachtelstück
- 2013 : Des Winters finsterer Gesell

### Démos
- 1995 : Nordheim (non officielle)
- 1995 : Kissarna

### Split
- 1996 : Heidebilder (avec Amestigon)